# Gaspar Cao de Benós de Les i Valdés
Gaspar Cao de Benós de Les i Valdés (Reus, 1760 - Barcelona, segle XIX) va ser un noble i militar català.
Era fill d'Urbano Cao de Benós de Les i Peguilhan nascut el 1722 a Belvés (Gironda) que va ser també militar, i, destinat a Reus com a capità de la Guàrdia Walona al Quarter de cavalleria, es va casar amb la reusenca Marianna Valdés i Valdric. Va morir amb el càrrec de Mariscal de Camp. La seva família eren barons de Les, títol concedit per Ferran el Catòlic a finals del segle XV a Benet Marco, capità de Ribagorça, que va reconquerir Les i Bossòst als francesos. Per matrimoni el títol passà als Cao de Benós, nobles aragonesos, els quals van adoptar el cognom de Les a finals dels segle xvii.
Gaspar Cao de Benós va seguir la carrera militar i va residir un temps a Les, a l'antic Castell, i va acompanyar a finals del segle xviii al Síndic de la Vall d'Aran a Aranjuez per intentar que el rei Carles IV respectés i defensés els privilegis de la vall. Josep Olesti, que fa una nota biogràfica de Gaspar Cao de Benós, diu que el resultat del viatge no va ser del tot feliç, i afegeix que el 1812, les Corts de Cadis van suprimir totes les llibertats araneses que venien del segle xii, i que cap rei d'Aragó o d'Espanya va gosar limitar o suprimir.
Va casar-se a Bossòst el 1792 amb Magdalena Jorba, d'Esparreguera, i va arribar, com el seu pare, al grau de Mariscal de Camp. Va morir a Barcelona a mitjans del segle xix. Un descendent actual d'un germà del seu pare que havia heretat els títols de la Baronia de Les, és Alejandro Cao de Benós de Les y Pérez, president de l'Associació d'Amistat amb Corea i delegat especial honorari de Corea del Nord a Europa.